# Jean-Christophe Péraud
Jean-Christophe Péraud (Tolosa, 22 maggio 1977) è un ex ciclista su strada e mountain biker francese, vincitore della medaglia d'argento nel cross country ai Giochi olimpici di Pechino 2008 e, su strada, secondo classificato al Tour de France 2014.

## Carriera

### Il dilettantismo e i successi nella MTB
Grande appassionato di mountain biking sin da giovane, Péraud si diplomò nel 1998. In seguito studiò presso l'Università di Tolosa, laureandosi in ingegneria nel 2004 e cominciando a lavorare dall'anno successivo per la Areva.
In seguito divise il suo tempo tra gare, lavoro e studi. Nel 2005 divenne campione europeo di mountain bike pur correndo a livello dilettantistico, mentre a partire dal 2006 si cimentò anche nelle gare su strada, partecipando e vincendo nella Les Boucles du Sud Ardèche e divenendo campione francese in linea nella categoria dilettanti due anni più tardi.
Le sue prestazioni gli valsero la convocazione in nazionale per i Giochi olimpici di Pechino 2008, nei quali ottenne la medaglia d'argento nella specialità cross country dietro al connazionale Julien Absalon. Ai campionati del mondo vinse la medaglia d'oro nella staffetta a squadre. Nel 2009, pur non essendo ancora professionista, partecipò alla prova a cronometro dei campionati francesi su strada, che vinse a sorpresa davanti a Sylvain Chavanel, due volte vincitore della specialità. Prese parte anche alla cronometro dei campionati del mondo su strada, terminando undicesimo.

### 2010-2016: il professionismo
Tali prestazioni attirarono su di lui l'attenzione di alcune squadre professionistiche. Per la stagione 2010 Péraud passò quindi professionista su strada con la squadra belga Omega Pharma-Lotto, abbandonando il suo lavoro da impiegato alla Areva che aveva continuato ad esercitare tra una gara e l'altra. Nella sua prima stagione da pro mise in mostra buone qualità da scalatore, che gli permisero di ottenere piazzamenti come un ottavo posto nella Parigi-Nizza e un quarto nel Giro dei Paesi Baschi. Saltò il Tour de France, al quale avrebbe dovuto partecipare, a causa di un attacco di setticemia. Partecipò invece alla Vuelta a España, nella quale colse la trentanovesima posizione nella classifica generale.
Nel 2011 cambiò squadra, passando alla AG2R La Mondiale. In stagione si piazzò secondo nel Giro del Mediterraneo, sesto nella Parigi-Nizza e nel Critérium International, settimo nel Giro del Delfinato e nono al Tour de France. Anche nel 2012 non ottenne vittorie, ma concluse secondo in una tappa alpina del Tour de France e settimo al Giro dei Paesi Baschi. Nel 2013 tornò al successo, nella tappa del Monte Faron al Giro del Mediterraneo (chiuse secondo nella generale); durante l'anno fu anche terzo alla Parigi-Nizza e sesto al Tour de Romandie, mentre al Tour de France dovette ritirarsi quando era nono in classifica.
Comincia la stagione 2014 con la vittoria sul Monte Faron al Giro del Mediterraneo (e il secondo posto finale), il quarto posto alla Tirreno-Adriatico, il successo nella generale del Critérium International e il terzo posto al Giro dei Paesi Baschi. In luglio partecipa ancora al Tour de France con ambizioni di classifica: in quella Grande Boucle, complici anche i ritiri dei favoriti Chris Froome e Alberto Contador, e soprattutto grazie a ottime prestazioni nella seconda parte di corsa (sia sulle salite che a cronometro), riesce a risalire fino al secondo posto finale, preceduto dal solo Vincenzo Nibali, salendo così sul podio di Parigi.
Nel marzo 2015 vince il Critérium International per il secondo anno di fila (con il successo di tappa sul Col de l'Ospedale), ma nel prosieguo di stagione non va oltre alcuni piazzamenti; anche nel 2016 non riesce a ottenere particolari risultati. Si ritira dalle competizioni dopo la Vuelta a España 2016, conclusa al tredicesimo posto.

## Palmarès

### MTB
- 2005

Campionati europei, Cross country
- 2008

Campionati del mondo, Staffetta a squadre (con Jouffroy, Leboucher e Vuillermoz)

### Strada
- 2006

Les Boucles du Sud Ardèche
- 2008 (Creusot Cyclisme, una vittoria)

Campionati francesi, Prova in linea Dilettanti Elite
- 2009 (Creusot Cyclisme, una vittoria)

Campionati francesi, Prova a cronometro
- 2013 (AG2R La Mondiale, una vittoria)

4ª tappa Tour Méditerranéen (Rousset > Monte Faron)
- 2014 (AG2R La Mondiale, due vittorie)

5ª tappa Tour Méditerranéen (Bandol > Monte Faron)
Classifica generale Critérium International
- 2015 (AG2R La Mondiale, due vittorie)

3ª tappa Critérium International (Porto Vecchio > Col de l'Ospedale)
Classifica generale Critérium International

## Piazzamenti

### Grandi Giri
- Giro d'Italia

2016: ritirato (3ª tappa)
- Tour de France

2011: 9º
2012: 44º
2013: ritirato (17ª tappa)
2014: 2º
2015: 61º
- Vuelta a España

2010: 39º
2016: 13º

### Classiche monumento
- Liegi-Bastogne-Liegi

2010: 126º
2016: 62º
- Giro di Lombardia

2012: 18º
2013: ritirato
2014: 50º

### Competizioni mondiali
- Campionati del mondo di mountain bike

Vail 2001 - Cross country: 49º
Kaprun 2002 - Cross country: 21º
Lugano 2003 - Cross country: 21º
Les Gets 2004 - Cross country: 8º
Rotorua 2006 - Cross country: 9º
Fort William 2007 - Cross country: 7º
Val di Sole 2008 - Staffetta a squadre: vincitore
Canberra 2009 - Cross country: 7º
- Campionati del mondo su strada

Mendrisio 2009 - Cronometro Elite: 11º
Ponferrada 2014 - In linea Elite: 61º
- Giochi olimpici

Atene 2004 - Cross country: 11º
Pechino 2008 - Cross country: 2º
Londra 2012 - Cross country: 29º